# La Guiche
Guiche – miejscowość i gmina we Francji, w regionie Burgundia-Franche-Comté, w departamencie Saona i Loara.
Według danych na rok 1990 gminę zamieszkiwało 657 osób, a gęstość zaludnienia wynosiła 24 osoby/km² (wśród 2044 gmin Burgundii Guiche plasuje się na 364. miejscu pod względem liczby ludności, natomiast pod względem powierzchni na miejscu 227.).